# جورج روجرز (سياسي كندي، مواليد 1958)
جورج روجرز هو سياسي كندي، ولد في 14 سبتمبر 1958 في جامايكا. نشط حزبياً في الرابطة التقدمية المحافظة في ألبرتا ‏. وقد انتخب عضو الجمعية التشريعية ألبرتا.